# ランチョパロスベルデス
ランチョパロスベルデス（Rancho Palos Verdes）は、アメリカ合衆国カリフォルニア州のロサンゼルス郡にある都市。人口は4万2287人（2020年）。

## 概要
太平洋に突き出したパロスベルデス半島に位置している。標高は約70メートル、海岸は断崖絶壁となっており見晴らしが良い。富裕層の住宅地であり、リゾートホテルやゴルフ場（ドナルド・トランプ所有）が立地している。第二次世界大戦前に日本からの移民が定住し農業に従事した土地であり、現在でも日系アメリカ人の割合が比較的高い。
栃木県さくら市の姉妹都市である。